# Rescheid
Rescheid is een plaats in de Duitse gemeente Hellenthal, deelstaat Noordrijn-Westfalen, en telt 224 inwoners (2006-12-3).